# Solfeggietto
Pour l'œuvre pour chœur a cappella d'Arvo Pärt, voir Solfeggio.
 (avril 2023).
Solfeggietto, de son nom complet Solfeggio en do mineur (Wq. 117/2, H. 220), est une courte œuvre en solo pour clavier composée par Carl Philipp Emanuel Bach en 1766. La pièce est publiée en 1770 dans le Musikalisches Vielerley de Michael Christian Bock à Hambourg. Le recueil rassemble 71 pièces inédites du genre Empfindsamkeit (en) de différents compositeurs de l'école berlinoise de musique.
La pièce fait partie d'un groupe de cinq pièces de CPE Bach aussi appelées Solfeggio, destinées à être des courtes pièces d'exercice.

## Étymologie
Solfeggietto est un diminutif de Solfeggio et est donc un nom affectueux pour la pièce, puisqu'elle est très courte. Le caractère éducatif de la pièce est reflété dans le fait que son nom est une allusion au solfège, technique d'apprentissage de la musique faite d'exercices de lecture et d'audition musicales,.

## Présentation
La structure de la pièce, plutôt simple, est une mélodie qui se répète. En partant de la tonique do mineur, on passe à la dominante sol mineur, à la sous-dominante fa mineur, puis à nouveau à la tonique. Les ruptures de triades sont prédominantes, principalement dans l'alternance de la tonique mineure et de la dominante majeure, ce qui permet d'obtenir les gammes mélodiques mineures correspondantes pour divers passages. Le deuxième degré tonal est ensuite atteint par une séquence de quintes. Après do mineur, fa mineur, si bémol majeur et mi bémol majeur, le la bémol majeur apparaît comme un accord de septième ton sans fondamentale. Inversée et variée, elle donne la double dominante de ré majeur dans les 7e et 8e mesures, et enfin la résolution de sol mineur. Le fa mineur, troisième station tonale, est alors atteint par une courte séquence de chute de quinte, mais à l'aide des variantes majeures comme dominantes intermédiaires (sol mineur → sol majeur7, do mineur → do majeur7 → fa mineur, mesures 13 et 15). Ceux-ci peuvent être considérés comme des détails d'expression typiquement galants, tout comme les répliques disséminées (mesures 14 et 16), qui sont ensuite traitées dans le dernier tiers (mesures 26 et suivantes). Le quatrième degré tonal est atteint par un triple accord de fa mineur (accord de sixte napolitaine) et par la dominante majeure sol. Le retour à la tonique d'origine do mineur est jouée par une courte cadence (mesure 25). En variant les contretemps, diverses tournures harmoniques sont encore exécutées, jusqu'à ce que le morceau se termine par les suites de triades brisées typiques du début. Dû à son rythme, elle est qualifiée de toccata. Plusieurs versions existent pour la fin, avec ou sans la descente.
La pièce se joue d'un tempo Prestissimo et a été composée pour le public bourgeois, principalement les femmes, qui commencent à l'époque à prendre le goût pour la musique. La pièce, la plus connue de CPE Bach, est ainsi réputée pour sa mélodie monophonique, puisqu'une seule note est jouée à la fois par l'alternance des mains. Souvent assignée à des jeunes étudiants en piano, elle se joue aussi entièrement avec la main gauche,.

## Interprétations
La pièce est jouée par Skinny Pete (en) (Charles Baker) dans la série télévisée américaine Breaking Bad.
Le pianiste canadien Marc-André Hamelin a ajouté des voix et ainsi adapté la pièce pour piano mécanique. Le pianiste jazz Bud Powell joue la pièce au complet avant d'en jouer une improvisation dans ses performances Bud on Bach. Peter Tork joue Solfeggietto sur piano électrique à l'occasion d'un spécial télévisé de NBC sur les The Monkees, dont il est membre.